# Pseudolaguvia ferula
Pseudolaguvia ferula är en fiskart som beskrevs av Ng 2006. Pseudolaguvia ferula ingår i släktet Pseudolaguvia och familjen Erethistidae. IUCN kategoriserar arten globalt som otillräckligt studerad. Inga underarter finns listade i Catalogue of Life.